# فرهنگ ادبیات فارسی
فرهنگ ادبیّات فارسی دانشنامه‌ای است نوشتهٔ محمّد شریفی که ویراستِ دوّمش سالِ ۱۳۹۶ منتشر شده است. فرهنگ ادبیات فارسی مُعاصر نیز ویراستی مختصرتر از این کتاب است.

## نقد و نظر
سایه اقتصادی‌نیا ویراستِ یکمِ این کتاب را آشفته و بی‌قاعده شناخته و سیّد علی کاشفی خوانساری بر آن بوده که ادبیاتِ کودک در ویراستِ یکمِ این کتاب بازتابِ بسنده نداشته است.